# Музура
Музура (Мазура, Мзура, Масула) (*д/н — бл. 1650) — 4-й калонга (володар) Мараві в 1600—1650 роках. На його панування припадає найбільше територіальне розширення держави.

## Життєпис
Походив з клану Фірі. Близько 1600 року після смерті свого стрийка Чидзонзі відповідно до традиції обирається калонгою. Проти цього виступив його стрийко Унді Чісакамзонді, що також претендував на владу, але марно. Тому Унді рушив на південний захід. Невдовзі Музура мусив придушувати спробу стати незалежним мтумбу Чікоронго, що створив власне вождіство біля Тете.
Продовжив активну загарбницьку політику. Його стриєчні брати — мвасе (вожді) Кафвіті та Лунду — повели загони на південь і колонізували нижню частину долини Шире. Кафвіті, старший із цих двох вождів, став першим верховним правителем району. Проте невдовзі влада перейшла до Лунду, що став фактичним суперником Музури. Також військами на чолі із Лундазі було підкорено область Петауке (сучасна південна Замбія), де утворилося напівнезалежне вождіство.
1608 року уклав союз з португальцями проти Мономотапи. Музура відправив 4000 вояків на допомогу португальцям у боротьбі з повстанням проти мвене-мутапи Гаці Русере. Того ж року Макуа допоміг португальцям захистити форт Сан-Себастьян від голландської облоги. Наступного року португальці допомагли Музурі приборкати свого васала Лунду. В подальшому взяв під контроль торговельні каравани, що перевозили з Казембе до узбережжя мідь та золото.

Держава Мараві часів Музури (позначено червоним)

1623 року після смерті Гаці Русере активно втрутився у боротьбу за владу в Мономотапі, підтримавши претендента Мауру Мханде. За цим здійснив похід проти вождіства Макуа, яке підтвердило підпорядкованість калонзі.
1616 року вперше в офіційних паперах названо державу «Мараві».
У 1628 році Армія спільно з португальцями завдав поразки мвене-мупати Ньямбу Капарарідзе, а 1629 року — змусив платити данину багатьох північних васалів Мономотапи. 1631 року рушив до узбережжя в районі Келімане, але 1632 року наштовхнувся на опір португальців.
До 1635 року Калонга розширив територію від Замбезі на заході до острова Мозамбік на сході. разом з цим він не зміг проводити послідовну централізаторську політику для зміцнення Мараві. В результаті держава являло утворення васальних та напівнезалежних вождіств, які визнавали сакральну владу калонги. Лише завдяки політичному й військовому авторитету Мусури вдавалося утримувати державу від розпаду.
З кінця 1630-х років починають погіршуватися стосунки з португальцями через їх підтримку Мономотапи, яку музура мріяв підкорити та держави Унді, що входила до конфедерації Мараві. Але вже у 1648 році за свідченням португальских торгівців стосунки з Португалією знову поліпшилися.
Помер Мусура близько 1650 року. Трон спадкував його небіж Камтукуле.